# Bassin de la Seine
Le bassin versant de la Seine, l'un des quatre grands bassins versants situés en France métropolitaine. D'une superficie de 78 650 km², il intéresse près de 30 % de la population de la France. Il est géré par l'agence de l'eau Seine-Normandie.

## Les pays, régions et départements traversés
- En France, en allant de la source vers l'embouchure, la Seine baigne 4 régions et 14 départements :
  - Dans la région Bourgogne-Franche-Comté :
    - Côte-d'Or

  - Dans la région Grand Est :
    - Aube
    - Marne

  - Dans la région Île-de-France :
    - Seine-et-Marne
    - Essonne
    - Val-de-Marne
    - Paris
    - Hauts-de-Seine
    - Seine-Saint-Denis
    - Val-d'Oise
    - Yvelines

  - Dans la région Normandie :
    - Eure
    - Seine-Maritime
    - Calvados (longé à l'extrême fin de l'embouchure)

- De plus, son bassin versant s'étend en partie sur 2 régions et 13 départements supplémentaires :
  - Bourgogne-Franche-Comté
    - Nièvre
    - Saône-et-Loire
    - Yonne

  - Grand Est
    - Ardennes
    - Haute-Marne
    - Meuse
    - Vosges

  - Centre-Val de Loire
    - Eure-et-Loir
    - Loiret

  - Hauts-de-France
    - Aisne
    - Nord (commune d'Anor)
    - Oise

  - Normandie
    - Orne

- En Belgique, le bassin versant de la Seine est limité à une zone frontalière sud d'environ 40 km2[2] en Région wallonne, dans la province de Hainaut, concernant la partie amont de l'Oise depuis sa source.

## Cours d'eau
La liste suivante recense partiellement les cours d'eau les plus longs composant le bassin de la Seine. Elle est organisée de manière hiérarchique, en remontant de l'embouchure d'un cours d'eau vers sa source. Les lieux entre parenthèses correspondent aux communes situées au confluent du cours d'eau considéré avec celui dans lequel il se jette. Afin de limiter la taille de la liste, elle est restreinte aux cours d'eau qui atteignent ou dépassent 50 km, ou qui possèdent au moins un affluent ou sous-affluent de plus de 50 km de long.
Seine (Honfleur et Le Havre)
- Risle (rejoint la Manche dans l'estuaire de la Seine, entre Berville-sur-Mer et Saint-Samson-de-la-Roque)
  - Charentonne (Serquigny)
- Eure (Saint-Pierre-lès-Elbeuf)
  - Iton (Acquigny)
  - Avre (Montreuil et Saint-Georges-Motel)
- Andelle (Pîtres)
- Epte (Giverny)
- Oise (Andrésy et Conflans-Sainte-Honorine)
  - Thérain (Montataire)
  - Aisne (Clairoix et Compiègne)
    - Vesle (Ciry-Salsogne et Condé-sur-Aisne)
    - Suippe (Condé-sur-Suippe)
    - Aire (Grandpré)

  - Ailette (Quierzy)
  - Serre (Danizy)
  - Thon (Étréaupont)
- Marne (Alfortville et Charenton-le-Pont)
  - Grand Morin (Condé-Sainte-Libiaire)
    - Aubetin (Pommeuse)

  - Ourcq (Congis-sur-Thérouanne et Mary-sur-Marne)
  - Petit Morin (La Ferté-sous-Jouarre)
  - Somme-Soude (Aulnay-sur-Marne et Jâlons)
  - Saulx (Vitry-le-François)
    - Chée (Vitry-en-Perthois)
    - Ornain (Étrepy)

  - Blaise (Isle-sur-Marne)
  - Rognon (Donjeux et Saint-Urbain-Maconcourt)
- Yerres (Villeneuve-Saint-Georges)
- Orge (Athis-Mons)
- Essonne (Corbeil-Essonnes)
  - Juine (Itteville et Vert-le-Petit)
- Loing (Moret-Loing-et-Orvanne et Saint-Mammès)
  - Lunain (Moret-Loing-et-Orvanne)
  - Ouanne (Conflans-sur-Loing)
- Yonne (Montereau-Fault-Yonne)
  - Vanne (Sens)
  - Armançon (Cheny et Migennes)
    - Brenne (Buffon)

  - Serein (Bonnard)
  - Cure (Deux Rivières)
    - Cousin (Givry)
- Aube (Marcilly-sur-Seine)
  - Voire (Chalette-sur-Voire et Lesmont)
  - Aujon (Longchamp-sur-Aujon)
- Barse (Saint-Parres-aux-Tertres)
- Ource (Bar-sur-Seine et Merrey-sur-Arce)

### Affluents de la Seine
Les dix principaux affluents de la Seine dans le bassin de la Seine sont par ordre de longueur Marne, Oise, Yonne, Aube, Eure, Risle, Loing, Epte, Essonne, et Ource, six d'entre eux ayant donné leur nom à au moins un département, en plus de la Seine, les Hauts-de-Seine et la Seine-Maritime, soit 9 des départements de ce bassin qui portent un nom de cours d'eau.

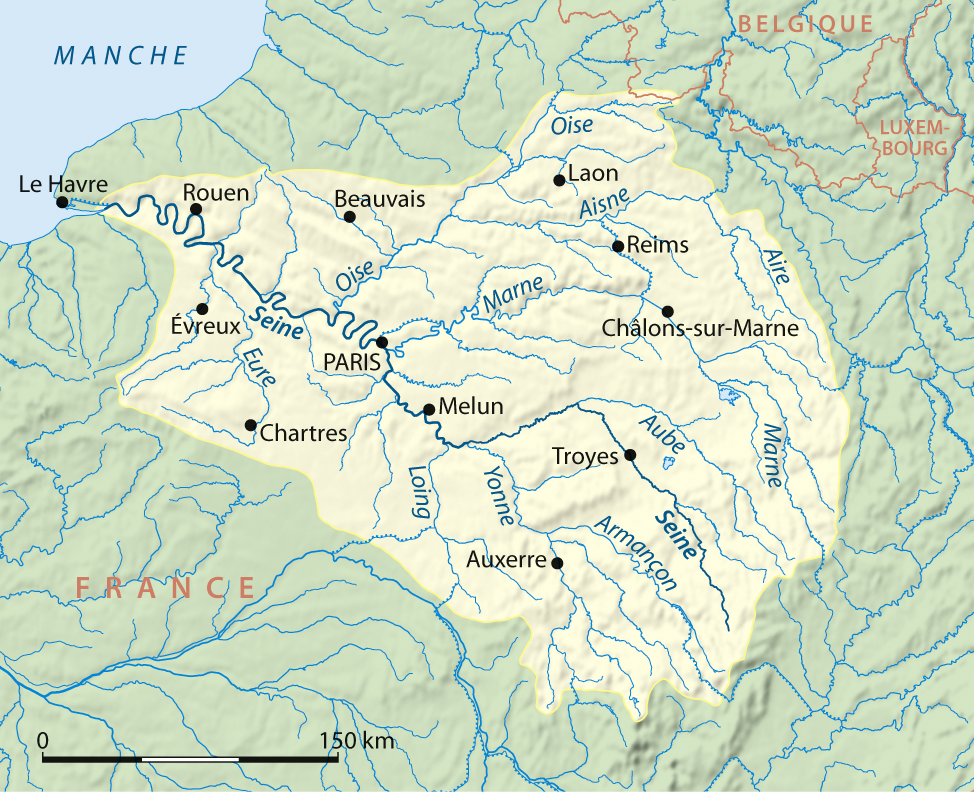
Carte du bassin versant de la Seine.

| affluent                | côté  | longueur en km | débit  | superficie | hauteur source | hauteur aval |
| ----------------------- | ----- | -------------- | ------ | ---------- | -------------- | ------------ |
| Revinson                | D01   | 015.4          |        |            |                |              |
| Brévon                  | D02   | 031.5          |        | 00126      |                |              |
| Laigne                  | G01   | 033.2          | 003.24 | 00668      |                |              |
| Ource                   | D03   | 100.4          | 008.60 | 00737      |                |              |
| Arce                    | D04   | 026.1          |        |            |                |              |
| Sarce                   | G02   | 030.3          | 000.77 | 00187      |                |              |
| Hozain                  | G03   | 024.6          | 001.43 | 00249      |                |              |
| Barse                   | D05   | 050.1          |        | 00463      |                |              |
| Aube                    | D06   | 248.9          | 041.00 | 04660      |                |              |
| Faverolle               | G04   | 010.4          |        |            |                |              |
| Noxe                    | D07   | 032.6          |        | 00110      |                |              |
| Ardusson                | G05   | 027.8          | 000.66 | 00175      |                |              |
| Orvin                   | G06   | 038.1          |        |            |                |              |
| Resson                  | D08   | 023.7          |        | 00047      |                |              |
| ruisseau des Méances    | D09   | 027.1          |        | 00125      |                |              |
| Voulzie                 | D10   | 043.9          | 001.69 | 00280      |                |              |
| Auxence                 | D11   | 034.2          |        |            |                |              |
| Yonne                   | G07   | 292.3          | 093.00 | 10836      |                |              |
| Loing                   | G08   | 142.7          | 019.00 | 04182      |                |              |
| Vallée Javot            | D12   | 029.1          |        |            |                |              |
| Châtelet                | D13   | 012.9          |        |            |                |              |
| Almont                  | D14   | 042.1          | 000.90 | 00305      |                |              |
| ru de la Mare aux Evées | G09   | 011.3          |        |            |                |              |
| École                   | G10   | 026.7          |        |            |                |              |
| Essonne                 | G11   | 101.1          | 008.17 | 01870      |                |              |
| Orge                    | G12   | 054.1          | 003.90 | 00952      |                |              |
| Yerres                  | D15   | 098.2          | 003.50 | 01020      |                |              |
| Marne                   | D16   | 514.3          | 110.00 | 12920      | 423            |              |
| Bièvre                  | G13   | 034.6          | 000.20 | 00200      |                |              |
| ru de Marivel           | G14   | 009.0          |        | 00027      |                |              |
| ru de Montfort          | D17   |                |        |            |                |              |
| Vieille Mer             | D18   | 006.0          | 000.00 | 00200      |                |              |
| Oise                    | D19   | 341.1          | 109.00 | 36670      | 310            |              |
| ru d'Orgeval            | G15   | 015.9          |        |            |                |              |
| Aubette de Meulan       | D20   | 020.0          |        | 00147      |                |              |
| Mauldre                 | G16   | 034.7          | 002.05 | 00411      |                |              |
| Vaucouleurs             | G17   | 021.9          |        | 00184      |                |              |
| Epte                    | D21   | 112.5          | 009.80 | 01490      |                |              |
| Gambon                  | D22   | 008.4          | 000.28 | 00100      |                |              |
| Andelle                 | D23   | 056.9          | 007.20 | 00740      |                |              |
| Eure                    | G18   | 228.7          | 026.20 | 06017      |                |              |
| Oison                   | G19   | 016.0          | 000.07 | 00060      |                |              |
| Aubette                 | D24   | 007.9          |        |            |                |              |
| Robec                   | D25   | 009.0          | 000.40 | 00062      |                |              |
| Cailly                  | D26   | 029.3          | 002.61 | 00246      |                |              |
| Austreberthe            | D27   | 017.9          | 002.30 | 00214      |                |              |
| Sainte-Gertrude         | D28   | 004.1          | 001.38 | 00059      |                |              |
| Télhuet                 | D29   | 008.3          |        |            |                |              |
| Commerce                | D30   | 015.5          | 000.24 | 00160      |                |              |
| Risle                   | G20   | 144.7          | 014.00 | 02300      |                |              |
| Lézarde                 | D31   | 014.2          | 001.20 | 00116      |                |              |
| total = xx affluents    | total | yy km          |        | zz km²     |                |              |